# Francesca Comencini
Francesca Comencini (Roma, 19 agosto 1961) è una regista e sceneggiatrice italiana.

## Biografia
Figlia di Luigi Comencini e sorella di Paola, Eleonora e Cristina, si iscrive alla Facoltà di Filosofia per poi abbandonarla nel 1982. Nello stesso anno si trasferisce in Francia, dove incontra il produttore Daniel Toscan du Plantier, suo futuro marito. Qui dirige il suo primo film, basato sulla storia di due giovani tossicodipendenti, dal titolo Pianoforte, vincitore del Premio De Sica al Festival del Cinema di Venezia. Successivamente collabora con il padre Luigi alla stesura della sceneggiatura per Un ragazzo di Calabria, prima di dirigere La luce del lago (1988). In seguito impronterà i suoi film su uno stile il più possibile documentaristico, dirigendo anche veri e propri documentari come Elsa Morante (1995), e Shakespeare a Palermo (1997), basato sulla messa in scena di un'opera teatrale di Carlo Cecchi, Carlo Giuliani, ragazzo (2002), basato sui fatti del G8 di Genova, presentato fuori concorso, in selezione ufficiale del festival di Cannes e In fabbrica (2007). Tra altri suoi film di finzione ricordiamo Le parole di mio padre (2001), Mi piace lavorare (Mobbing), presentato alla sezione Panorama del festival di Berlino 2004 e vincitore del premio ecumenico nello stesso festival, Lo spazio bianco (2009) presentato in concorso alla Mostra del Cinema di Venezia, e Un giorno speciale (2012) presentato in concorso alla Mostra del Cinema di Venezia.
Nel 2014, assieme a Stefano Sollima e Claudio Cupellini, realizza Gomorra - La serie, trasposizione televisiva dell'omonimo romanzo di Roberto Saviano.
Nel 2015, cura la drammaturgia e la regia dello spettacolo teatrale Tante facce nella memoria, basato sui racconti di sei donne romane raccolti da Alessandro Portelli sull'eccidio delle Fosse Ardeatine. Nello stesso anno riceve al 33° Torino Film Festival il Premio Cipputi alla carriera.
Nel 2024 torna a Venezia per presentare il suo film autobiografico Il tempo che ci vuole. Con il film ottiene le prime tre candidature ai David di Donatello, tra cui miglior regista e miglior film, e altre tre nelle relative categorie ai Nastri d'argento, vincendo come miglior film e miglior sceneggiatura.

## Filmografia

### Regista e sceneggiatrice

#### Cinema
- Pianoforte (1984)
- La luce del lago (La lumière du lac) (1988)
- Annabelle partagée (1991)
- Elsa Morante – documentario (1997)
- Shakespeare a Palermo – documentario (1997)
- Le parole di mio padre (2001)
- Un altro mondo è possibile – documentario collettivo (2001)
- Carlo Giuliani, ragazzo – documentario (2002)
- Mi piace lavorare (Mobbing) (2004)
- A casa nostra (2006)
- L'Aquila 2009 - Cinque registi tra le macerie – documentario collettivo (2009)
- Lo spazio bianco (2009)
- Un giorno speciale (2012)
- Amori che non sanno stare al mondo (2017)
- Tante facce nella memoria (2023)
- Il tempo che ci vuole (2024)

#### Televisione
- In fabbrica – documentario TV (2007)
- Gomorra - La serie – serie TV, 15 episodi (2014-2019)
- Luna Nera – miniserie TV (2020)
- Django – miniserie TV, 4 puntate (2023) (anche direttrice creativa)

## Premi e riconoscimenti
- David di Donatello
  - 2025 – Candidatura al miglior film per Il tempo che ci vuole
  - 2025 – Candidatura al miglior regista per Il tempo che ci vuole
  - 2025 – Candidatura alla migliore sceneggiatura originale per Il tempo che ci vuole

- Nastro d’argento
  - 2010 – Regista del miglior film per Lo spazio bianco
  - 2025 – Miglior film per Il tempo che ci vuole[3]
  - 2025 – Candidatura al miglior regista per Il tempo che ci vuole
  - 2025 – Migliore sceneggiatura per Il tempo che ci vuole
- Mostra internazionale d'arte cinematografica di Venezia
  - 2009 – Premio Pasinetti al miglior film per Lo spazio bianco
- Bari International Film Festival
  - 2010 – Premio Tonino Guerra per Lo spazio bianco